# Antonius Berard
Antonius Berard (* 11. Dezember 1921 in Halle (Saale); † 25. Januar 2005 in Karlsruhe) war ein deutscher Jurist.

## Leben
Berard leistete von 1939 bis 1945 als Soldat Kriegsdienst. 1946 trat er der katholischen Studentenverbindung W.K.St.V. Unitas Göttingen bei. Nach seinem rechtswissenschaftlichen Studium legte er 1949 in Hamm die erste und 1952 in Düsseldorf die zweite juristische Prüfung ab. Er trat 1952 in den Justizdienst des Landes Nordrhein-Westfalen ein. Er war an den Staatsanwaltschaften in Arnsberg, Dortmund und Hamm tätig. Später war er Bundesanwalt beim Bundesgerichtshof.
Gemeinsam mit Hans Fischerhof legte er einen Kommentar zum deutschen Atomgesetz und zum Strahlenschutzrecht vor.

## Ehrungen
- 1987: Großes Verdienstkreuz der Bundesrepublik Deutschland